# 기다리는 사람들 (1990년 1월 드라마)
《기다리는 사람들》은 1990년 1월 27일에 KBS 1TV에서 방영된 설 특집 드라마이다.

## 줄거리
섣달 그믐날, 밤섬으로 가는 선착장에는 귀성 인파로 북적거린다. 흥섭과 은미는 밤섬이 고향인 서울 유학생으로 흥섭은 운동권 주모자로 수배를 받는 상태에서 친구인 은미의 권유로 항구까지 왔으나 배타기를 거부하다 항구의 부랑아와 시비 끝에 파출소로 연행된다. 파출소 보호실에는 흥섭 뿐만 아니라 지명 수배된 전과자,어부, 술집 작부, 실향민 등 갖가지 사연을 지닌 이들이 한데 모여 고향의 소중함과 가족애를 느끼게 된다.

## 출연진
- 여운계
- 천호진
- 김승환
- 박희정
- 김성겸
- 안병경
- 하미혜
- 정해창
- 안대용
- 최석구
- 김효선
- 조재훈
- 박정웅
- 김옥만
- 이두섭
- 고광우
- 정승규
- 곽정희
- 이원발